# Peristedion imberbe
Peristedion imberbe är en fiskart som beskrevs av Poey, 1861. Peristedion imberbe ingår i släktet Peristedion och familjen Peristediidae. Inga underarter finns listade i Catalogue of Life.